# VINASAT-1
VINASAT-1 est un satellite de télécommunications commandé par le Viêt Nam et qui a été construit par l'industriel américain Lockheed Martin Commercial Space Systems. D'une masse de 2,6 tonnes au décollage, il doit assurer pendant quinze ans des services de télécommunications dans les domaines de l'Internet, de la télévision. Ce satellite a été placé en orbite le 18 avril 2008 par une fusée Ariane 5 (Vol 539 d'Ariane 5) depuis la base de Kourou en Guyane française. Il s'agit du premier satellite de télécommunications du Vietnam.
Sa charge utile est constituée de 12 répéteurs en bande Ku et 8 répéteurs en bande C. Il a une puissance électrique en fin de vie de 1,4 kW. Il est placé en orbite géostationnaire à la longitude 132° est, pour couvrir le Vietnam et les pays voisins.